# Royal Copenhagen
14°21′02″ пн. ш. 100°49′56″ сх. д. / 14.35042° пн. ш. 100.832201° сх. д.
Порцеляна «Royal Copenhagen» () — популярна в Європі і світі порцеляна Данії.

## Історичні дані

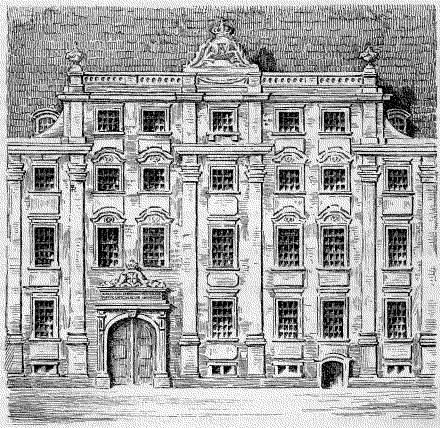
Первісне приміщення мануфактури

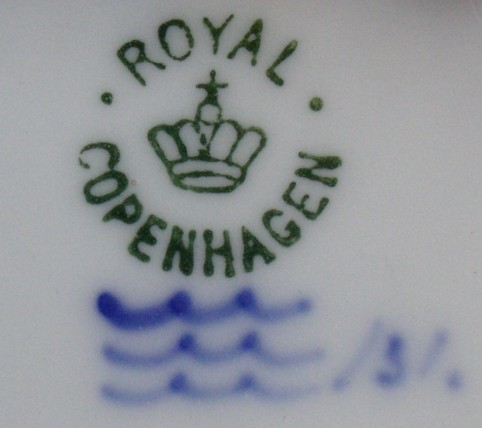
Марка мануфактури

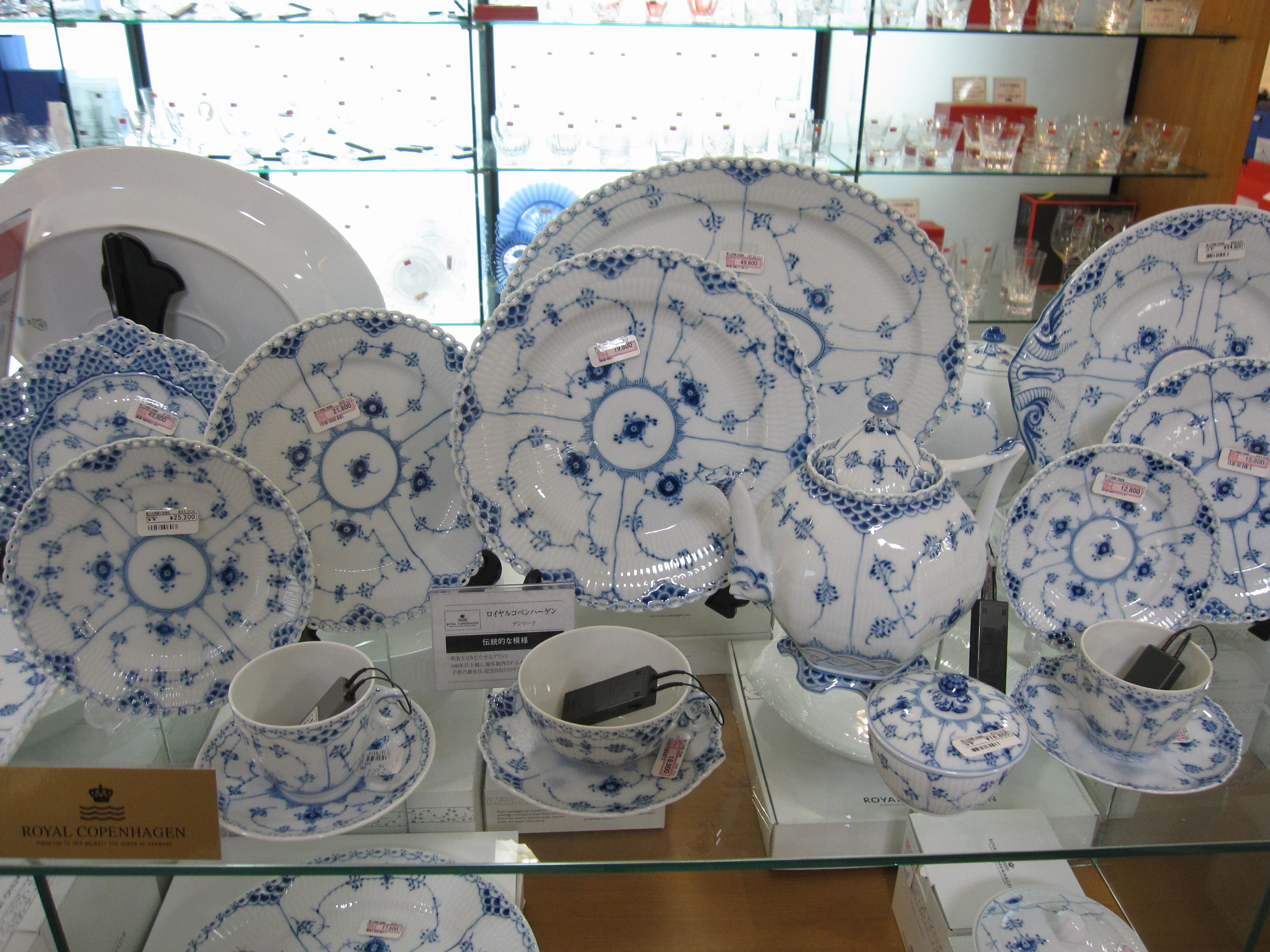
Сервіз виробництва Royal Copenhagen

Саме на добу рококо припадає віднайдення секрету китайської порцеляни. Експерименти, що проводив Беттгер Йоганн Фрідріх у 1708-1709 рр., в Дрездені, вперше в Європі дали повноцінні зразки порцеляни, що нічим не поступалися зразкам Китаю. В Мейсені відкривають першу в Європі порцелянову мануфактуру. Трохи пізніше виникають інші центри з вироблення порцеляни
- 1710 р. — Мейсен (Мейсенська мануфактура)
- 1719 р. — Відень (Віденська порцеляна Аугартен)
- 1738 р. — Севрська порцелянова мануфактура
- 1744 р. — Петербург
- 1751 р. — Берлін
- 1775 р. — Данська Королівська порцелянова мануфактура Royal Copenhagen.
- 1811 р. Ходов (Чеська старорожева порцеляна)

До створення дрібної порцелянової пластики залучають найкращих скульпторів доби: у Франції це Етьєн Моріс Фальконе, в Мейсені — Йоганн Йоахім Кендлер, Йоганн Готліб Кірхнер тощо.

## Участь у процесі з боку Данії
Таким чином, порцелянова мануфактура Royal Copenhagen стала шостою за часов заснування в Західній Європі.
Після віднайдення в Данії каоліну, важливої складової сировини для порцеляни, 1 травня 1775 року хімік Франц Генріх Мюллер і заснував мануфактруру. Покровительство над виробництвом узяла Юліана Марія Брауншвейзька, друга дружина короля Фредеріка V, королева регент на той час. Франц Генріх Мюллер отримав монополію на дослідження і виробництво на п'ятдесят років. Розпочалися пошуки власного «образу», власного "характеру" данської порцеляни. Серед відомих зразків дрібної пластики мануфактури Royal Copenhagen — скульптура «Принцеса на горошині». Технологія виготовлення скульптури виявилася настільки складною, що ціна готового виробу дорівнює вартості престижного авто. Зрозуміло, що і порцелянова скульптура «Принцеса на горошині» обслуговує лише потреби престижу.
Другим відомим зразком мануфактури Royal Copenhagen став сервіз Флора Даніка (Flora Danica). Він виготовлений по замові короля Данії і став дипломатичним подарунком російській імператриці Катерині ІІ. Обмеженим накладом сервіз Флора Даніка виробляється і зараз.
У 1868 році порцелянова мануфактура вперше стала приватною власністю. Її володарем став купец Г. А. Фальк. Мануфактура змінила декілька разів власника, але досі залишається приватною власністю. Марка та символ мануфактури — три хвилясті лінії. Це графічний символ трьох головних морських проливів на Балтиці — це Ліллебельт , Сторебельт та Ересунн.
Найвдалішим для мануфактури був період в кінці 19 століття. На той час ерували воробництвом Філіп Шу та архітектор Арнольд Крог. На всесвітній виставці у Парижі у 1889 році порцеляна Данії отримала перший приз (Гран-прі). В 20 столітті виробництво, навпаки, було скорочене і порцеляна Данії втрачала власні позиції на західноєвропейському ринку.
Мануфактура пройшла модернізацію у 2002 році. Її сучасне розташування — виведене в міркувать пожежної небезпеки з історичного центру Копенгагена — у передмістя Глоструп.
У 2013 році Royal Copenhagen придбана фінською корпорацією Fiskars.